# Тест мечеви крајем године (рагби 15)
Рагби тест мечеви крајем године (енгл. End-of-year rugby union internationals), познати у европској рагби јавности и као јесењи рагби тест мечеви (енгл. Autumn internationals), су тест мечеви који се играју крајем сваке године у Европи. Европске рагби репрезентације играју против националних тимова из осталих делова овога Света. Свака репрезентација одигра три или четири утакмице.

## Учесници из Европе
- Барберијанси
- Енглеска
- Велс
- Ирска
- Шкотска
- Француска
- Италија
- Немачка
- Грузија
- Шпанија
- Румунија
- Белгија

## Учесници са других континената
- Маори Ол блекси
- Нови Зеланд
- Аустралија
- Јужна Африка
- Аргентина
- Бразил
- Уругвај
- САД
- Канада
- Јапан
- Фиџи
- Самоа
- Тонга

## Гренд слем
Гренд слем осваја репрезентација која успе да победи све четири острвске рагби силе (Енглеску, Ирску, Велс и Шкотску). 
Листа освајача Гренд слема
- Јужна Африка 1912-1913, 1931-1932, 1951-1952 и 1960-1961
- Аустралија 1984.
- Нови Зеланд 1978, 2005, 2008 и 2010.